# Фосо Чофолело (Кјети)
Фосо Чофолело (итал. Fosso Cioffolello) је насеље у Италији у округу Кјети, региону Абруцо.
Према процени из 2011. у насељу је живело 23 становника. Насеље се налази на надморској висини од 892 м.